# Катоба (река)
Катоба (англ. Catawba River), в низовьях Уотери (англ. Wateree River) — река в Соединённых Штатах Америки, протекает по территории штатов Северная и Южная Каролина. Площадь водосборного бассейна реки равна 14504 км² (в Северной Каролине — 8508 км² (3285 кв. миль), в Южной — 5996 км² (2315 кв. миль)). Длина реки до водохранилища Уотери — 362 км (225 миль), после — 121 км (75 миль).
Названа в честь коренного племени Уотери, которое жило здесь до начала 18 века.

## География
Начинается на восточных склонах Голубого хребта юго-восточнее города Блэк-Маунтин. Высота истока — 3120 м. Течёт сначала на восток до окрестностей города Ньютон, затем направляется на юг. В месте слияния с правым притоком Биг-Уотери-Крик меняет своё название с Катоба на Уотери. Ныне место слияния затоплено водохранилищем. Является левой составляющей реки Санти, впадающей в Атлантический океан. Высота устья — около 75 м.
Основные притоки — Фишинг-Крик (лв), Саут-Форк-Катоба-Ривер (лв), Датчмэнс-Крик (лв). Крупные города на реке — Рок-Хилл, Гастония, Хикори, Моргантон и Камден.
Среднегодовой расход воды у Камдена равен 172 м³/с (6080 кубических футов в секунду).